# Міжгенераційна справедливість

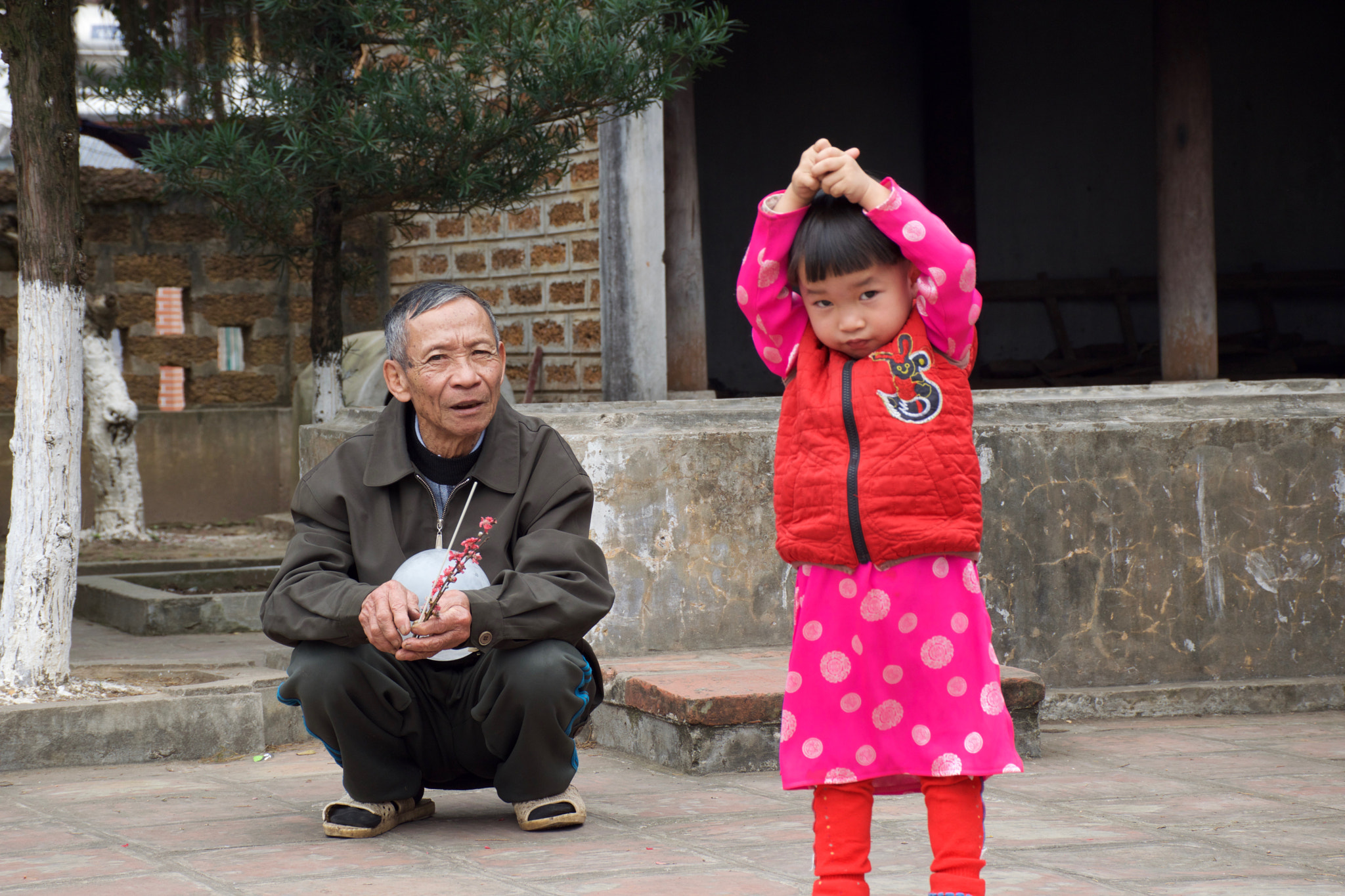
Дід і онуча

Державний борг США часто згадується як приклад нерівності між поколіннями, оскільки майбутні покоління будуть відповідальними за його виплату. За останні кілька десятиліть державний борг США суттєво зріс. За останні кілька років боргове навантаження щодо загального ВВП погіршилося.

Рівність між поколіннями в економічному, психологічному та соціологічному контекстах — ідея чесності чи справедливості між поколіннями. Концепцію можна застосувати до справедливості в динаміці між дітьми, молоддю, дорослими та людьми похилого віку. Це також можна застосувати до справедливості між нинішніми поколіннями та майбутніми.
Розмови про рівність між поколіннями відбуваються в кількох сферах. Це часто обговорюється в публічній економіці, особливо щодо економіки перехідного періоду, соціальної політики та формування державного бюджету. Багато хто посилається на зростаючий національний борг США як приклад нерівності між поколіннями, оскільки майбутні покоління будуть нести наслідки. Рівність між поколіннями також досліджується в екологічних проблемах, включаючи сталий розвиток і зміну клімату. Постійне виснаження природних ресурсів, що відбулося в минулому столітті, ймовірно, стане значним тягарем для майбутніх поколінь. Справедливість між поколіннями також обговорюється щодо рівня життя, зокрема щодо нерівності в рівнях життя, з якою стикаються люди різного віку та поколінь. Питання справедливості між поколіннями також виникають у сферах догляду за людьми похилого віку та соціальної справедливості.

## Потужність
Молодіжний рух за виборче право включає деякі виступи за рівний розподіл влади для всіх, незалежно від віку, щоб вони могли впливати на свої короткострокові та довгострокові пріоритети. Станом на січень 2023 року найнижчий вік виборців становить 16 років.
Майбутнім поколінням, якщо вони збираються отримати будь-яку владу, знадобиться певна форма голосування за довіреністю. Кім Стенлі Робінсон описує одну з таких систем у своєму науково-фантастичному романі «Міністерство майбутнього».

## Суспільне економічне використання

### Історія
З моменту першої зареєстрованої емісії боргових зобов'язань у Сумарії в 1796 році до нашої ери одним із покарань за несплату позики була боргова кабала. У деяких випадках це погашення фінансового боргу за допомогою праці включало дітей боржника, по суті прирікаючи сім'ю боржника на вічне рабство. Приблизно через тисячоліття після створення письмових боргових контрактів концепція прощення боргу з'являється в Старому Завіті під назвою Ювілей (Левіт 25), а також у грецькому законодавстві, коли Солон вводить поняття сейсахтея. Обидва ці історичні приклади прощення боргів передбачали звільнення дітей від рабства, спричиненого боргами їхніх батьків.
Хоча сьогодні рабство є незаконним у всіх країнах, Північна Корея має політику під назвою «Три покоління покарання», яка була задокументована Шін Дон Хеком і використана як приклад покарання дітей за помилки батьків.  Стенлі Дракенміллер і Джеффрі Канада застосували цю концепцію (назвавши її «Крадіжкою поколінь») до значного збільшення державного боргу, який залишили бебі-бумери своїм дітям.

### Управління інвестиціями
У контексті інституційного управління інвестиціями міжгенераційний капітал — принцип, відповідно до якого норма витрат ендаументної установи не повинна перевищувати її післяінфляційну норму складного прибутку, щоб прибутки від інвестицій витрачалися однаково на поточні та майбутні складові ендаументованих активів. Ця концепція була вперше викладена в 1974 році економістом Джеймсом Тобіном, який писав, що «опікуни фондованих установ є охоронцями майбутнього від претензій сьогодення. Їхнє завдання в управлінні ендавментом — зберегти справедливість між поколіннями».
В економічному контексті справедливість між поколіннями означає відносини, які певна сім'я має з ресурсами. Прикладом є цивільне населення Папуа-Нової Гвінеї, що живе в лісі, яке поколіннями живе в певній частині лісу, яка таким чином стає їхньою землею. Доросле населення продає дерева на пальмову олію, щоб заробити. Якщо вони не зможуть досягти сталого розвитку, керуючи своїми ресурсами, їхні наступні чи майбутні покоління втратять цей ресурс. 

### Державний борг США
Одна дискусія про державний борг стосується справедливості між поколіннями. Якщо одне покоління отримує вигоду від державних програм або працевлаштування, що є можливим завдяки дефіциту витрат і накопиченню боргу, то якою мірою більший борг у результаті створює ризики та витрати для майбутніх поколінь? Слід враховувати кілька факторів:
- На кожен долар державного боргу припадає державне зобов'язання (зазвичай ринкові цінні папери казначейства), яке інвестори вважають активом. Майбутні покоління виграють у тій мірі, в якій ці активи будуть передані їм, що за визначенням має відповідати рівню переданого боргу.[12]
- Станом на 2010 рік приблизно 72 % фінансових активів належали 5 % найзаможнішого населення.[13] Це викликає питання розподілу багатства та доходу, оскільки лише частина людей майбутніх поколінь отримуватиме основну суму або відсотки від інвестицій, пов'язаних із боргом, створеним сьогодні.
- Оскільки борг США належить іноземним інвесторам (приблизно половина «державного боргу» протягом 2012 року), спадкоємці США безпосередньо не отримують основну суму та відсотки.[12]
- Вищий рівень боргу означає вищі відсоткові платежі, що створює витрати для майбутніх платників податків (наприклад, вищі податки, менші державні виплати, вища інфляція або підвищений ризик фіскальної кризи).[14]
- У тій мірі, в якій запозичені кошти інвестуються сьогодні для підвищення довгострокової продуктивності економіки та її працівників, наприклад, за допомогою корисних інфраструктурних проектів, майбутні покоління можуть отримати вигоду.[15]
- На кожен долар внутрішньодержавного боргу припадає зобов'язання перед конкретними одержувачами програми, як правило, неринкові цінні папери, такі як ті, що зберігаються в Трастовому фонді соціального забезпечення. Коригування, які зменшують майбутні дефіцити в цих програмах, також можуть спричинити витрати для майбутніх поколінь через вищі податки або менші витрати на програми.

Економіст Пол Кругман писав у березні 2013 року, що, нехтуючи державними інвестиціями та неспроможністю створити робочі місця, ми робимо набагато більше шкоди майбутнім поколінням, ніж просто передаємо борги: «Фіскальна політика — це справді моральне питання, і нам має бути соромно що ми робимо для економічних перспектив наступного покоління. Але наш гріх полягає в тому, що ми занадто мало інвестуємо, а не надто багато позичаємо». Молоді працівники стикаються з високим рівнем безробіття, і дослідження показали, що їхній дохід може відставати протягом кар'єри.  Роботу вчителів скоротили, що може вплинути на якість освіти та конкурентоспроможність молодих американців.
Австралійський політик Крістін Мілн зробила подібні заяви напередодні законопроекту про скасування цін на викиди вуглецю в 2014 році, назвавши Ліберальну національну партію (обрану до парламенту в 2013 році) і, за суттю, її міністрів злодіями між поколіннями; її заява була заснована на спробах партії скасувати прогресивну політику оподаткування викидів вуглецю та вплив, який це матиме на справедливість між поколіннями майбутніх поколінь.

### Соціальне забезпечення США
Система соціального забезпечення США забезпечила більшу чисту виплату тим, хто досяг пенсії ближче до першого впровадження системи. Система є недофінансованою, тобто люди похилого віку, які вийшли на пенсію відразу після впровадження системи, не платили жодних податків у систему соціального страхування, але отримували вигоди. Професор Майкл Доран вважає, що когорти, народжені до 1938 року, отримають більше пільг, ніж вони сплачуватимуть податки, тоді як для когорт, народжених після, все навпаки. Крім того, що довгострокова неплатоспроможність соціального забезпечення, ймовірно, призведе до подальших переходів із покоління в покоління. Однак Брод визнає, що через систему соціального забезпечення американське суспільство запровадило інші переваги, такі як Medicare та фінансовані державою медичні дослідження, які приносять користь нинішнім і майбутнім людям похилого віку.

## Екологічне використання

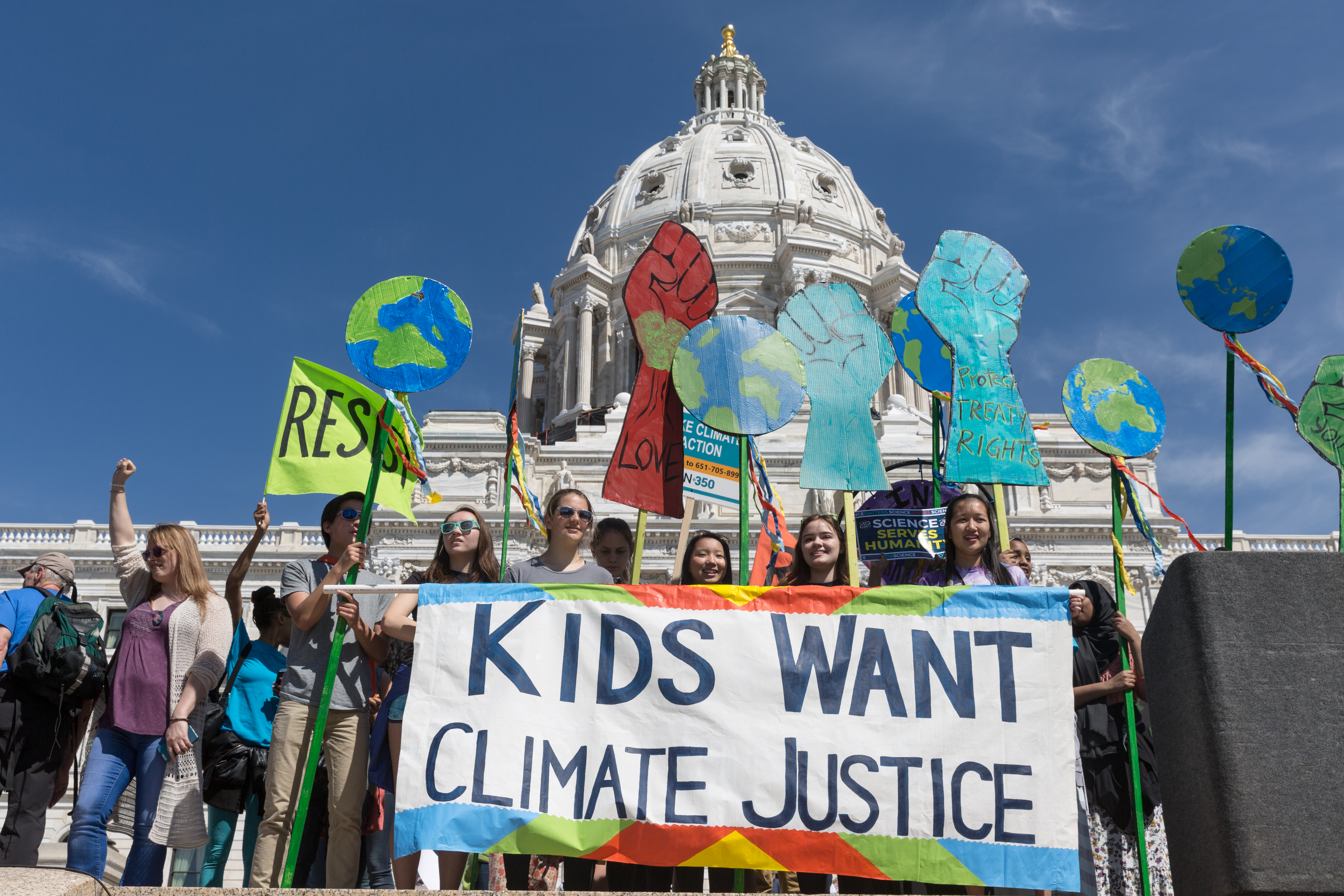
Глобальне потепління є прикладом нерівності між поколіннями, див. кліматичну справедливість

Рівність між поколіннями часто згадується в екологічному контексті, оскільки молодші вікові когорти непропорційно відчуватимуть негативні наслідки екологічної шкоди. Наприклад, за оцінками, діти, народжені у 2020 році (напр «Покоління Альфа») протягом свого життя переживуть у 2–7 разів більше екстремальних погодних явищ, зокрема хвиль спеки, порівняно з людьми, народженими в 1960 році, відповідно до поточних обіцянок кліматичної політики. Крім того, в середньому  відіграли «провідну роль у збільшенні викидів парникових газів за останнє десятиліття, і вони на шляху до того, щоб стати найбільшим внеском» через такі фактори, як демографічний перехід, та високі витрати на вуглецевоємні продукти, такі як енергія, яка використовується, зокрема, для опалення приміщень та приватного транспорту.

### Етичні погляди на поліпшення
Було запропоновано два погляди на те, що слід зробити для покращення екологічної справедливості між поколіннями: погляд «слабкої сталості» та перспективи «сильної стійкості». З «слабкої» точки зору, міжгенераційна справедливість була б досягнута, якби втрати навколишнього середовища, з якими стикаються майбутні покоління, були б компенсовані вигодами в економічному прогресі (як вимірюється сучасними механізмами/метриками). З «сильної» точки зору, жоден економічний прогрес (або як вимірюється сучасними показниками) не може виправдати залишення майбутнім поколінням погіршеного довкілля. За словами професора Шерон Бедер, «слабка» перспектива підривається відсутністю знань про майбутнє, оскільки ми не знаємо, які внутрішньо цінні ресурси не зможуть бути замінені технологією. Ми також не знаємо, до якої міри екологічна шкода є незворотною. Крім того, неможливо уникнути більшої шкоди для багатьох видів рослин і тварин.
Інші вчені заперечують точку зору Бедера. Професор Вілфред Беккерман наполягає на тому, що «сильна стійкість» є «морально огидною», особливо коли вона переважає інші моральні занепокоєння щодо тих, хто живе сьогодні. Беккерман наполягає на тому, що оптимальним вибором для суспільства є віддавати пріоритет добробуту нинішніх поколінь — хоча, наприклад, залежно від тривалості життя, на них також впливає нежиттєздатність — над майбутніми поколіннями. Він пропонує встановити ставку дисконту на результати для майбутніх поколінь під час обліку справедливості поколінь. Бекермана активно критикують Брайан Баррі та Ніколас Врусаліс.
Ще інші критикували економічні основи екологічних дебатів про рівність між поколіннями та лонгтермізм. Наприклад, антрополог Вінсент Яленті закликав до «більш текстурованого, багатогранного, багатовимірного довготермінізму, який кидає виклик острівним інформаційним бункерам і дисциплінарним ехокамерам».

### Позов, пов'язаний з кліматом
У вересні 2015 року група молодих екологічних активістів подала позов проти федерального уряду США за недостатній захист від зміни клімату: Juliana проти США. У їхній заяві підкреслюється непропорційна вартість шкоди, пов'язаної з кліматом, яку понесуть молоді покоління: «Молоді позивачі представляють наймолодше живе покоління, бенефіціарів громадської довіри. Неповнолітні позивачі мають істотний, прямий і безпосередній інтерес у захисті атмосфери, інших життєво важливих природних ресурсів, якості свого життя, своїх майнових інтересів і своїх свобод. Вони також зацікавлені в тому, щоб кліматична система залишалася достатньо стабільною, щоб забезпечити їхні конституційні права на життя, свободу та власність, права, від яких залежить придатне для життя майбутнє». У листопаді 2016 року справу було дозволено передати до суду після того, як суддя окружного суду США Енн Ейкен відхилила клопотання федерального уряду про закриття справи. У своїй думці та наказі вона сказала: «Здійснюючи своє „обґрунтоване судження“, я не сумніваюся, що право на кліматичну систему, здатну підтримувати людське життя, є фундаментальним для вільного та впорядкованого суспільства». Станом на квітень 2017 року розгляд справи було припинено з відкладенням. У листопаді 2017 року дев'ятий окружний округ заслухав усні аргументи щодо зупинення, і очікується рішення  у лютому 2018 року.

## Норми житла
Обговорення рівності між поколіннями в рівнях життя посилаються на відмінності між людьми різного віку або різних поколінь. Райс, Темпл і Макдональд виділяють два погляди на справедливість між поколіннями в рівні життя. Перша перспектива — «перехресна» перспектива — зосереджує увагу на тому, як рівень життя в певний момент часу різниться між людьми різного віку. Актуальним питанням є те, наскільки в певний момент часу люди різного віку мають однакові життєві стандарти. Друга перспектива — «когортна» перспектива — зосереджується на тому, як рівень життя людей різних поколінь змінюється протягом життя. Для справедливості між поколіннями важливим питанням стає ступінь, до якого люди різних поколінь користуються рівними життєвими стандартами протягом свого життя.
Д'Альбіс, Баджі, Ель Меккауї та Наво запропонували три індикатори рівності між поколіннями в рівнях життя. Їх перший показник походить із перехресної точки зору та описує відносну ситуацію вікової групи (пенсіонерів) відносно ситуації іншої вікової групи (молодших людей). Їхній другий показник походить з точки зору когорти і порівнює рівень життя наступних поколінь того самого віку. Третій показник Д'Альбіса, Баджі, Ель Меккауї та Наво є комбінацією двох попередніх критеріїв і є як міжвіковим, так і міжгенераційним показником. Подальші показники рівності між поколіннями були розроблені Райсом, Темплом, Макдональдом і Вілсоном.
В Австралії була досягнута помітна рівність у рівні життя, виміряному споживанням, серед людей у віці від 20 до 75 років. Однак існує значна нерівність між різними поколіннями, коли старші покоління мають нижчий реальний рівень життя в певному віці, ніж молодші покоління. Один із способів проілюструвати цю нерівність — подивитися, скільки часу знадобилося різним поколінням, щоб досягти рівня споживання в 30 000 доларів на рік (2009—2010 австралійських доларів). З одного боку, люди, народжені в 1935 році, досягли такого рівня споживання, коли їм було в середньому приблизно 50 років. З іншого боку, мілленіали, які народилися в 1995 році, досягли такого рівня споживання приблизно до 10-річного віку.
Подібні міркування спонукали деяких вчених стверджувати, що в більшості країн рівень життя зростає з покоління в покоління в міру розвитку та розвитку технологій. Беручи це до уваги, молоді покоління можуть мати невід'ємні привілеї над старшими поколіннями, що може компенсувати перерозподіл багатства в бік старших поколінь.

## Використання догляду за людьми похилого віку
Інші вчені висловлюють різні думки щодо того, яке покоління є невигідним для догляду за літніми людьми. Професор Стівен Вісенсейл описує тягар, який лягає на нинішніх дорослих працездатного віку в розвинутих економіках, які повинні доглядати за більш літніми батьками та родичами протягом більш тривалого періоду часу. Ця проблема загострюється зростанням участі жінок у робочій силі та падінням рівня народжуваності, внаслідок чого тягар догляду за батьками, а також тітками, дядьками та бабусями і дідусями покладається на меншу кількість дітей. У системах зі слабкими системами соціального забезпечення це також впливає на добробут людей похилого віку, які можуть мати менше опікунів, ніж це оптимально.

## Використання соціальної справедливості
Розмови про справедливість між поколіннями також мають відношення до сфери соціальної справедливості, де такі питання, як охорона здоров'я викликають розмови про права молоді та голос молоді. Юридичне співтовариство дуже зацікавлене у застосуванні принципу рівності між поколіннями в законодавстві.

## Групи адвокації
Generation Squeeze — канадійська некомерційна організація, яка виступає за рівність між поколіннями.

## Подальше читання
- Bishop, R (1978) «Endangered Species and Uncertainty: The Economics of a Safe Minimum Standard», American Journal of Agricultural Economics, 60 p10-18.
- Brown-Weiss, E (1989) In Fairness to Future Generations: International Law, Common Patrimony and Intergenerational Equity. Dobbs Ferry, NY: Transitional Publishers, Inc., for the United Nations University, Tokyo.
- Daly, H. (1977) Steady State Economics: The Economics of Biophysiscal Equilibrium and Moral Growth. San Francisco: W. H. Freeman and Co.
- Frischmann, B. (2005) «Some Thoughts on Shortsightedness and Intergenerational Equity», Loyola University Chicago Law Journal, 36.
- Goldberg, M (1989) On Systemic Balance: Flexibility and Stability In Social, Economic, and Environmental Systems. New York: Praeger.
- Howarth, R. & Norgaard, R.B. (1990) «Intergenerational Resource Rights, Efficiency, and Social Optimality», Land Economics, 66(1) p1-11.
- Laslett, P. & Fishkin, J. (1992) Justice Between Age Groups and Generations. New Haven, CT: Yale University Press.
- Portney, P. & Weyant, J. P. (1999) Discounting and Intergenerational Equity. Washington, DC: Resources for the Future Press.
- McLean, D. «Intergenerational Equity» in White, J. (Ed) (1999) Clobal Climate Change: Linking Energy, Environment, Economy, and Equity. Plenum Press.
- Sikora, R.I. & Barry, B. (1978) Obligations to Future Generations. Philadelphia, PA: Temple University Press.
- Tabellini, G. (1991) «The Politics of Intergenerational Redistribution», Journal of Political Economy, 99(2) p335-358.
- Thompson, Dennis F. (2011) "Representing Future Generations: Political Presentism and Democratic Trusteeship, " in Democracy, Equality, and Justice, eds. Matt Matravers and Lukas Meyer, pp. 17–37. ISBN 978-0-415-59292-5
- Vrousalis, N. (2016). «Intergenerational Justice: A Primer». in Gosseries and Gonzalez (2016) (eds). Institutions for Future Generations. Oxford University Press, 49-64
- Wiess-Brown, Margaret. «Chapter 12. Intergenerational equity: a legal framework for global environmental change» in Wiess-Brown, M. (1992) Environmental change and international law: New challenges and dimensions. United Nations University Press.
- Willetts, D. (2010). The pinch: How the baby boomers took their children's future and why they should give it back. London: Atlantic Books.